# 伪狂犬病
伪狂犬病（英語：Pseudorabies）是发生于家畜和野生动物的病毒病，在世界上的大部分地区呈地方性流行病。伪狂犬病由伪狂犬病毒引起，也称奥耶兹基氏病（Aujeszky's disease）。在完成猪瘟净化的地区，伪狂犬病被认为是对经济影响最大的猪病毒病。包括牛、绵羊、山羊、猫、狗和浣熊等其它家畜和野生哺乳动物，都是易感动物。这一疾病在这些宿主上通常是致命的。
猪的伪狂犬病已经有基因工程苗可以用于防制。伪狂犬病病毒被作为模型广泛用于溶胞素疱疹病毒感染的基本过程和阐明疱疹病毒科亲神经性分子机制的研究。
虽然伪狂犬病（"pseudorabies"）的原意为“假性狂犬病”或“类似狂犬病”，伪狂犬病与狂犬病毒并没有关系，而是属于疱疹病毒。

## 发现历史
1813年，在美国出现疑似伪狂犬病的最早报道。这些报道描述了牛发生极度瘙痒的病例，并称为“疯痒病”（mad itch）。1902年，匈牙利兽医奥耶斯基从狗、牛和猫上分离到伪狂犬病病毒并表明这一病毒可以在猪和兔子上表现出相同的疾病。伪狂犬病（pseudorabies）的名称是由于其在兔子上表现出与狂犬病相似的症状。

## 症状
该病毒可通过口鼻感染后在上呼吸道复制，并进入神经系统，导致感觉神经末梢受损。
感染伪狂犬病的猪通常不会表现出症状，但伪狂犬病病毒会导致流产、仔猪的高死亡率以及仔猪和成年猪的咳嗽、喷嚏、高烧、便秘、精神不振、抽搐、转圈和流涎过度。低于1月龄的仔猪死亡率接近100%，而1月龄至6月龄的猪死亡率低于10%。怀孕母猪可能会吸收胎儿、分娩出木乃伊胎、死胎和弱小仔猪。
牛的症状表现为极度瘙痒并带来神经症状和死亡。狗的症状包括极度瘙痒、下颚和喉部无力、咆哮并出现死亡。感染伪狂犬病的猫会快速死亡且不会出现症状这些受到感染的动物通常只能存活2-3天。

## 诊断
伪狂犬病病毒可以通过ELISA检测来诊断。目前已经有猪用的疫苗（ATCvet代码：QI09AA01灭活苗，QI09AD01活苗，以及其它制剂）。在美国和英国都有净化程序。2004年，美国宣布在商品猪群中净化伪狂犬病，但野生猪群中仍然存在伪狂犬病。

## 传播
伪狂犬病为高传染性。在大多数病例中，疾病通过鼻与鼻接触传播。由于伪狂犬病大量存在于鼻腔和口腔区域，鼻与鼻接触是最常见的传播类型。
在美国，通常由野猪(Sus scrofa)接触并传播病毒。仔猪的死亡率最高。怀孕母猪感染疾病后经常会流产。另外健康的成年公猪通常是潜在的携带者，它们会携带并传播病毒且不会表现出症状或突然不能使用。
猪（包括家猪和野猪）通常是这一病毒的贮存宿主。虽然病毒也会感染其它物种，但通常死亡率高。伪狂犬病在包括美洲黑熊、佛羅里達山豹、浣熊、郊狼以及白尾鹿在内的其它哺乳动物发生的情况也有报道。在多数病例中均为或疑似与猪或猪产品接触有关。欧洲在驯养的毛皮类动物（貂或狐狸）暴发疾病与饲养病猪制成的产品有关。一些其它的物种可以通过试验感染。人类并非潜在的宿主。

## 防控
虽然对伪狂犬病病毒的急性感染并没有专门的治疗方法，使用疫苗可以缓和特定年龄猪的临床症状。通常建议对猪场的所有猪注射基因重组苗。对母猪和1-7日龄的仔猪进行滴鼻免疫，并在此基础上进行肌内注射有助于减缓病毒危害并改善存活率。基因重组苗会在注射位点和区域的淋巴结复制。疫苗毒会低剂量潜伏，使得黏液传播到其它猪的可能性达到最小。在基因缺失苗中，会有TK基因（胸苷激酶，Thymidine kinase）缺失。因此病毒不能在神经细胞中感染和复制。建议种猪群每季度免疫1次，而仔猪在母源抗体水平消退后免疫。常规免疫能很好地控制这一疾病。通过饲料和肌肉注射进行同步抗生素治疗可以控制继发的细菌感染。